# Cornisepta verenae
Cornisepta verenae là một loài ốc biển, là động vật thân mềm chân bụng sống ở biển thuộc họ Fissurellidae.